# Bourg-lès-Valence
Bourg-lès-Valence település Franciaországban, Drôme megyében. Lakosainak száma 19 872 fő (2022. január 1.). Bourg-lès-Valence Cornas, Guilherand-Granges, Saint-Péray, Châteauneuf-sur-Isère, La Roche-de-Glun, Saint-Marcel-lès-Valence és Valence községekkel határos.

## Népesség
A település népességének változása:
| Lakosok száma | 12 812 | 16 033 | 18 230 | 18 420 | 19 351 | 20 074 | 19 975 | 19 792 | 19 814 | 19 872 |
|               | 1968   | 1982   | 1990   | 2006   | 2013   | 2015   | 2017   | 2019   | 2020   | 2022   |